# Juan Czetz
Juan Fernando Czetz (en idioma húngaro Czetz János) (Transilvania, 8 de junio de 1822 - Buenos Aires, 6 de septiembre de 1904) fue un militar húngaro de ascendencia armenia, que vivió más de la mitad de su vida en la Argentina, donde desarrolló la topografía militar y fue organizador del Colegio Militar de la Nación.

## Biografía
Hijo de un oficial de húsares del Imperio austríaco –al que pertenecía Transilvania en la época en que nació Czetz– se educó en la academia militar de Wiener Neustadt. Allí publicó una "Gramática Militar del Idioma Húngaro" para uso de oficiales germanoparlantes.
Fue partidario del jefe de la Revolución húngara de 1848, Lajos Kossuth, y llegó a jefe de Estado Mayor y general de su ejército, combatiendo en la campaña de Transilvania.
Tras la derrota emigró a Alemania e Inglaterra. De allí pasó a España, donde conoció a Prudencio Rosas. De regreso en Inglaterra, visitó a Juan Manuel de Rosas, y se casó en Sevilla con Basilia Ortiz de Rozas, hija de Prudencio Rosas. Estos vínculos lo convencieron de que su futuro podía estar en la Argentina.
Llegó a Buenos Aires en 1860, y al año siguiente revalidó su título de agrimensor, y trabajó un tiempo en esa profesión en el sur de la provincia de Buenos Aires. Por influencia de Lucio V. Mansilla – primo de su esposa – fue incorporado al Ejército Argentino, en la sección de ingenieros. Trazó un mapa oficial de los límites argentinos con el Paraguay y el Brasil, el primero con criterio moderno y con detalles útiles como referencias. Al estallar la Guerra del Paraguay, fue ascendido a coronel y llamado al frente, pero una enfermedad lo postró durante meses en cama.
En 1866 delineó el pueblo de Rojas – cerca del límite con Santa Fe – y la planificación del ferrocarril desde Santa Fe a Colonia Esperanza. Trazó también un camino a lo largo del río Dulce desde Santa Fe a Santiago del Estero.
Bajo la presidencia de Sarmiento dirigió el avance de la línea de fronteras con los indígenas en el sur de Córdoba, ocupando algunas zonas que poco antes habían sido ocupadas por tolderías ranqueles. Fue el responsable de levantar varios fortines en la zona de la actual ciudad de General Villegas.
Desde 1870 fue uno de los principales organizadores y primer director del Colegio Militar de la Nación, que resultó el más importante aporte del gobierno de Sarmiento al ejército, y su colaboración logró que fuera uno de los más avanzados fuera de los ejércitos de Europa. Sobre todo, instaló en el Colegio – e indirectamente en el Ejército – una idea muy estricta de disciplina, que ayudaría a la finalización del largo período de las guerras civiles argentinas. Publicó un "Tratado de fortificación permanente y pasajera".
Desde 1875 fue el jefe del departamento topográfico de la provincia de Entre Ríos, cargo en el que diseñó los planos catastrales y topográficos de esa provincia completa, la primera provincia cuyos planos no tuvieron zonas sin relevamiento. Fue también profesor en el Colegio Nacional de Concepción del Uruguay.
En sus últimos años planeó ferrocarriles en el sur de la provincia de Buenos Aires, modernizó los planes de estudio del Colegio Militar, fundó una escuela de oficiales e ingenieros dependiente de ésta. Al pasar a retiro, dejó un plan para el levantamiento topográfico de la Cordillera de los Andes.
Falleció en Buenos Aires en septiembre de 1904. Fue enterrado inicialmente en el Cementerio de la Recoleta en el panteón de la familia Ortiz de Rozas, pero en 1969 sus restos fueron trasladados a la capilla del Colegio Militar de la Nación al conmemorarse el centésimo aniversario de su creación.